# Fanaloka
A fanaloka, más néven madagaszkári csíkos cibetmacska vagy madagaszkári cibetmacska (Fossa fossana) az emlősök (Mammalia) osztályába, a ragadozók (Carnivora) rendjébe és a  madagaszkári cibetmacskafélék (Eupleridae) családjába tartozó Fossa nem egyetlen faja. Kizárólag Madagaszkár szigetén él, ott őshonos ragadozó emlős. Külseje a petymeggel, tudományos megnevezése pedig a fosszával teszi összetéveszthetővé.

## Elterjedése
Akárcsak a madagaszkári cibetmacskafélék családjának többi tagja, a fanaloka is kizárólag  Madagaszkár szigetén honos, ott endemikus faj.  Élőhelye a trópusi erdők, a sziget északi csücskén olykor szárazabb lombhullató erdők. Általában vízmosások közelében tartózkodik; a tengerszinttől 1600 méter feletti magasságig élnek, de 1000 méter felett sokkal ritkábbak.

## Megjelenése
A fanaloka testhossza 40–45 cm, ebből a farok 21–25 cm, általában a nőstény hosszabb. Testtömege 1,5–2 kg. A hím nehezebb. Testalkata zömök, lábai vékonyak és rövidek. Rövid, sűrű szőrzete van, amely sárgásbarna színű, néha vöröses, a háton két csíkkal, amelyet több sor fekete petty szegélyez; combjain szabálytalan fekete pettyek vannak. A hasa világosabb. A pofája hosszúkás és rókaszerű, az állat akkora, mint egy házi macska. Farka bozontos és feketén gyűrűzött.

## Életmódja
Éjjel aktív, nappal üreges fatörzsekben vagy hasadékokban pihen. Leginkább a földön él, általában párban. A pár 0,07-0,5 km²-es területet birtokol, amelynek határait mirigyváladékukkal jelölik. Táplálékát kisebb emlősök adják, köztük rágcsálók és tanrekféle rovarevők is. Eszik még hüllőket, békákat, kismadarakat és ízeltlábúakat beleértve a rákokat is. Étrendje szezonálisan változik: esős évszakban elsősorban rákokat, hüllőket és kétéltűeket zsákmányolnak, száraz évszakban inkább kisebb emlősöket. Farka zsírraktárként szolgál: a tápanyagban gazdag esős évszakban zsírt tárol benne, és így akár 25%-kal is megnövelheti súlyát, hogy túlélje a táplálékhiányos időszakokat.

## Szaporodása
Az ivarérettség 728 naposan kezdődik. A párzási időszak augusztustól szeptemberig tart. A 3 hónapig tartó vemhesség végén az anyaállat 1 kölyöknek ad életet. Az újszülött 100 gramm körüli súlyú, fészekhagyó, nyitott szemű és három nap után már járni is tud. Körülbelül egy hónap múlva eszik először szilárd táplálékot, és körülbelül két-három hónapos korában választják el. A kölyök 1 éves korában saját territóriumot keres.

## Természetvédelmi állapota
A kifejlett példányoknak kevés természetes ellenségük van, a kölykökre veszélyt jelenthetnek a kígyók, madarak, és más ragadozók. Az elvadult kutyáknak áldozatul szokott esni, az emberek a húsáért vadásszák. Élőhelyének csökkenése is fenyegeti. Betelepített vetélytársa a kis cibetmacska, amely szintén felelős az állomány csökkenéséért. Az IUCN Vörös listáján a sebezhető kategóriában szerepel.

## Képek

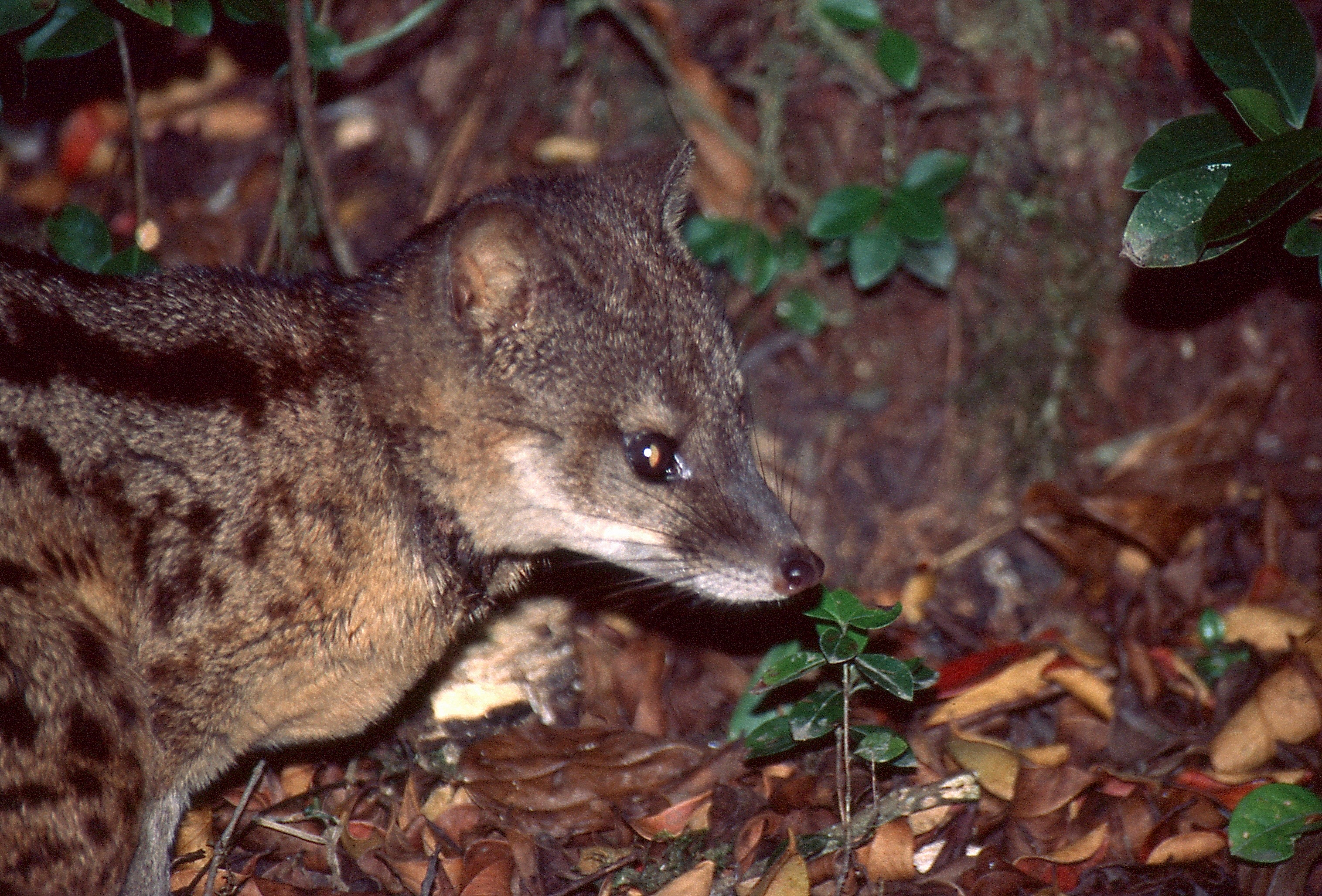
Pofája a rókákéra emlékeztet
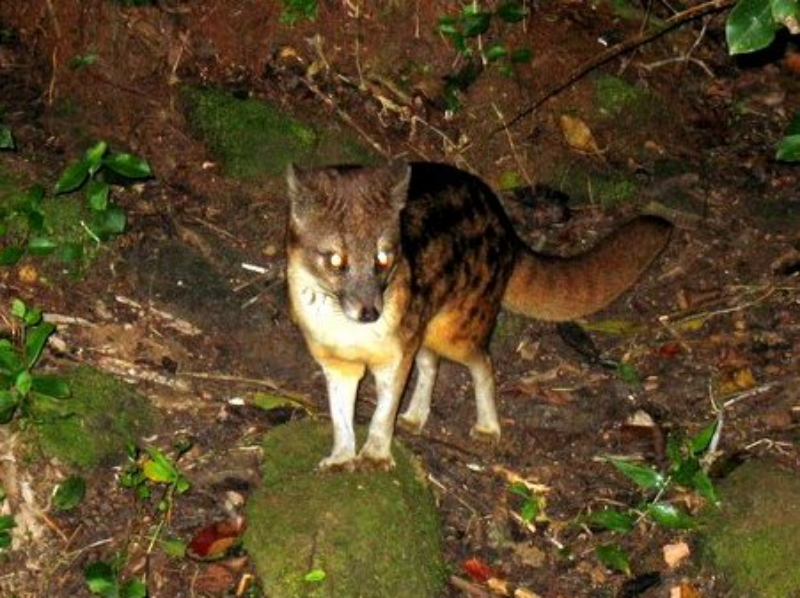
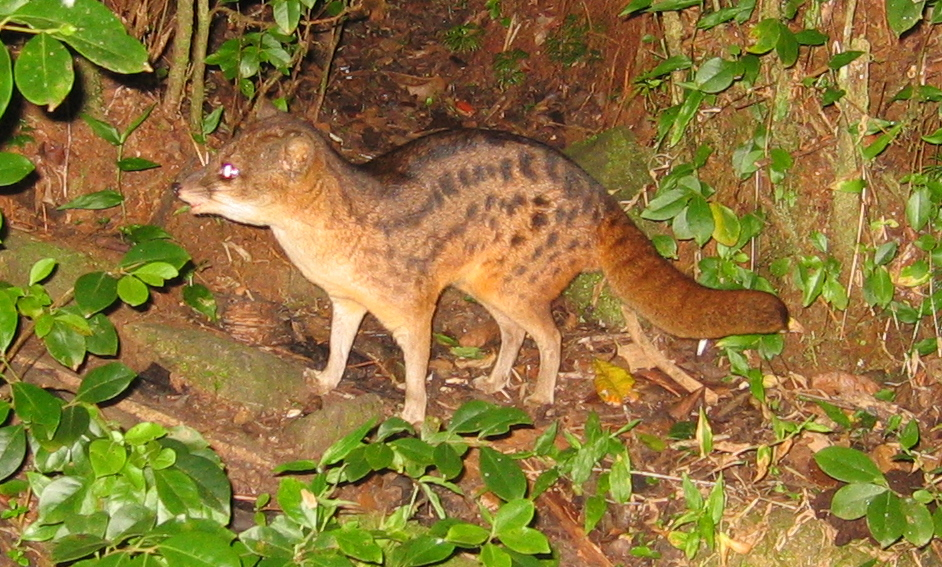
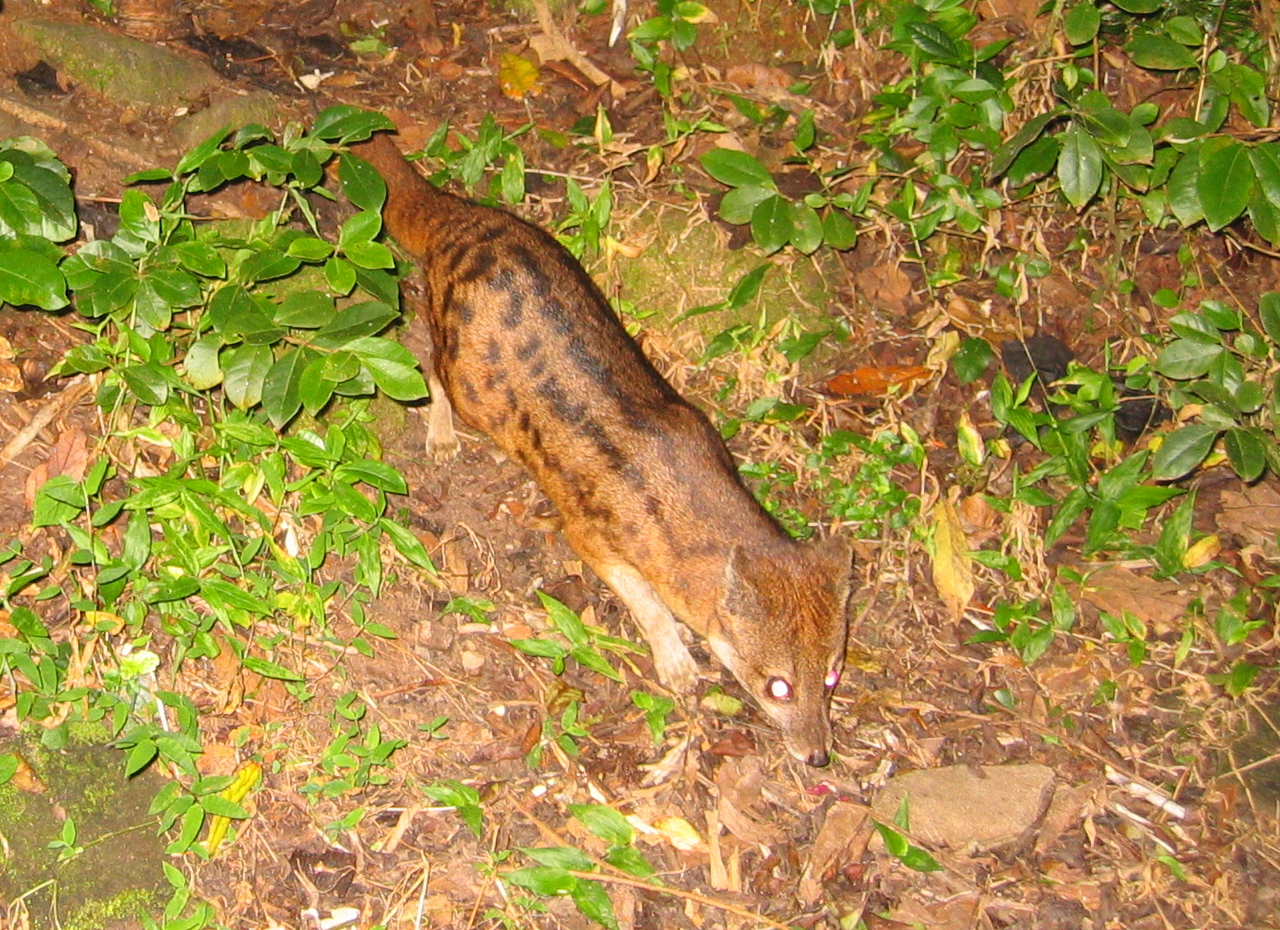